# Ozero Kushmurun
Ozero Kushmurun (kazakiska: Qusmuryn Köli) är en saltsjö i Kazakstan.   Den ligger i oblystet Qostanaj, i den norra delen av landet, 500 km väster om huvudstaden Astana. Arean är 387 kvadratkilometer.